# Gletscherweg Morteratsch
Als Gletscherweg Morteratsch wird die Schweizer Wanderroute 806 (eine von 290 lokalen Routen) in den Bernina-Alpen bezeichnet. Die Höhenwanderung beginnt an der Station Morteratsch (1897 m ü. M.) der Berninabahn im Schweizer Kanton Graubünden und führt durch das Val Morteratsch zum Morteratschgletscher.

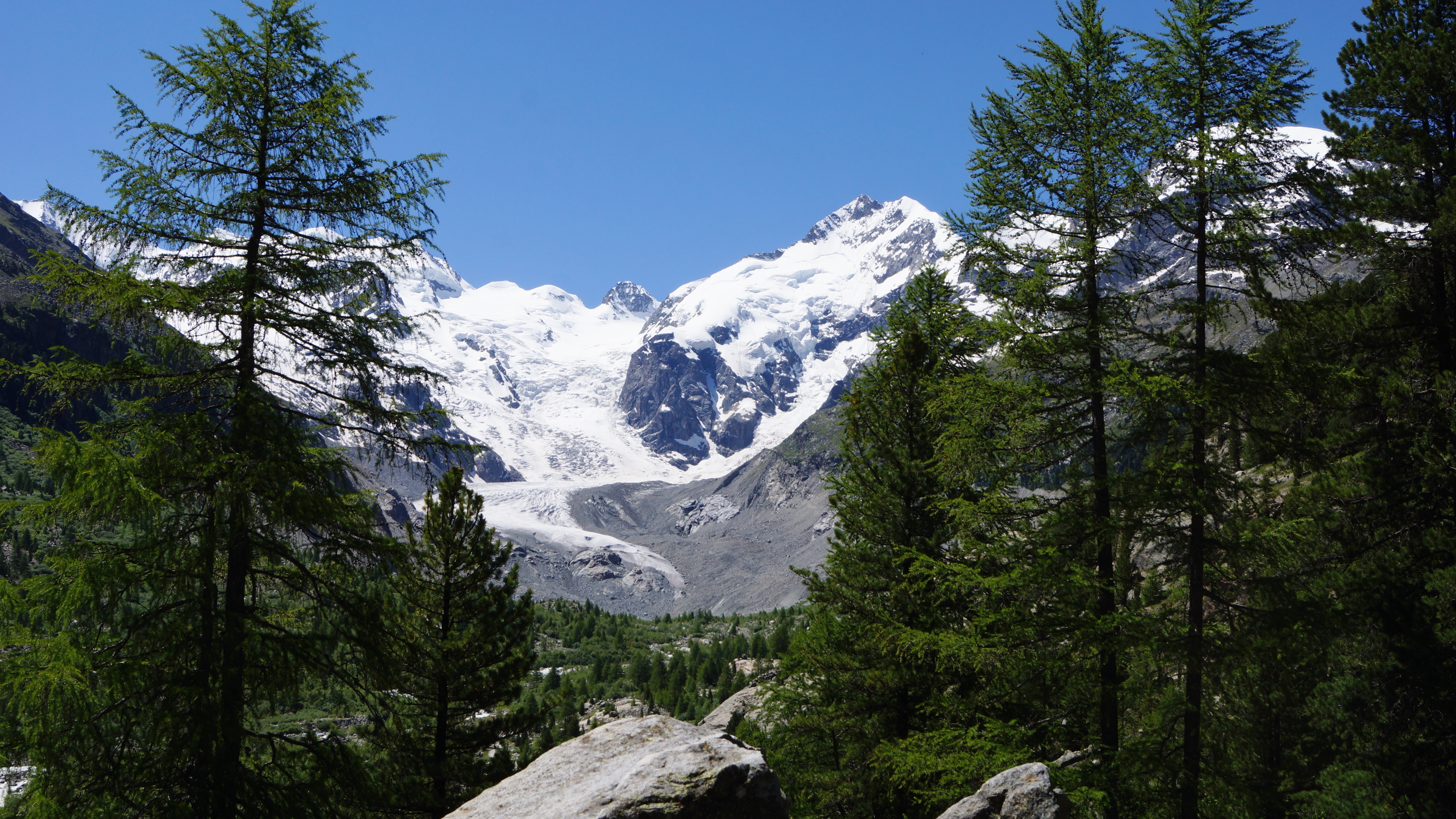
Blick vom Anstieg nach Chünetta zum Gletscher & Piz Bernina.

Die Wegstrecke beträgt sieben Kilometer, es sind 340 Meter im Auf- und Abstieg zu überwinden. Die Wanderzeit wird mit zwei Stunden und zehn Minuten angegeben. Von Chünetta (Abzweig zur Bovalhütte 2050 m ü. M.) hat man einen schönen Blick zum Gletscher und auf die Bergkette um den Piz Bernina. Nun geht es wieder hinab zur Ova da Morteratsch und dieser aufwärts folgend bis zum sich immer weiter zurückziehenden Gletscher. Der Umkehrpunkt befindet sich bei einer Brücke (2023 m ü. M.) über den Bach. Der Rückweg lässt sich verkürzen, wenn man dem Hauptweg zurück zur Bahnstation folgt.

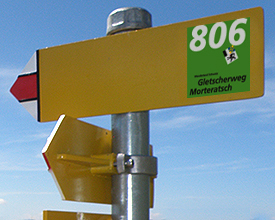
Abzweig vom Talweg.

Durch Morteratsch führen übrigens die regionalen Wanderwege 30 (sechste Etappe der Via Valtellina) und 33 (siebte Etappe der Via Albula/Bernina).
Wenn man mit der Bahn noch zwei Stationen bergwärts fährt und die Luftseilbahn nach Diavolezza nimmt, kann man Pers- und Morteratschgletscher, die bis 2015 noch verbunden waren, sowie die Bovalhütte auch von oben betrachten.

## Nachweise
1. ↑  Alle lokalen Routen bei SchweizMobil.
2. ↑  Lage & Höhe gemäß SwissTopo (Karten der Schweiz).